# Камера поцелуев

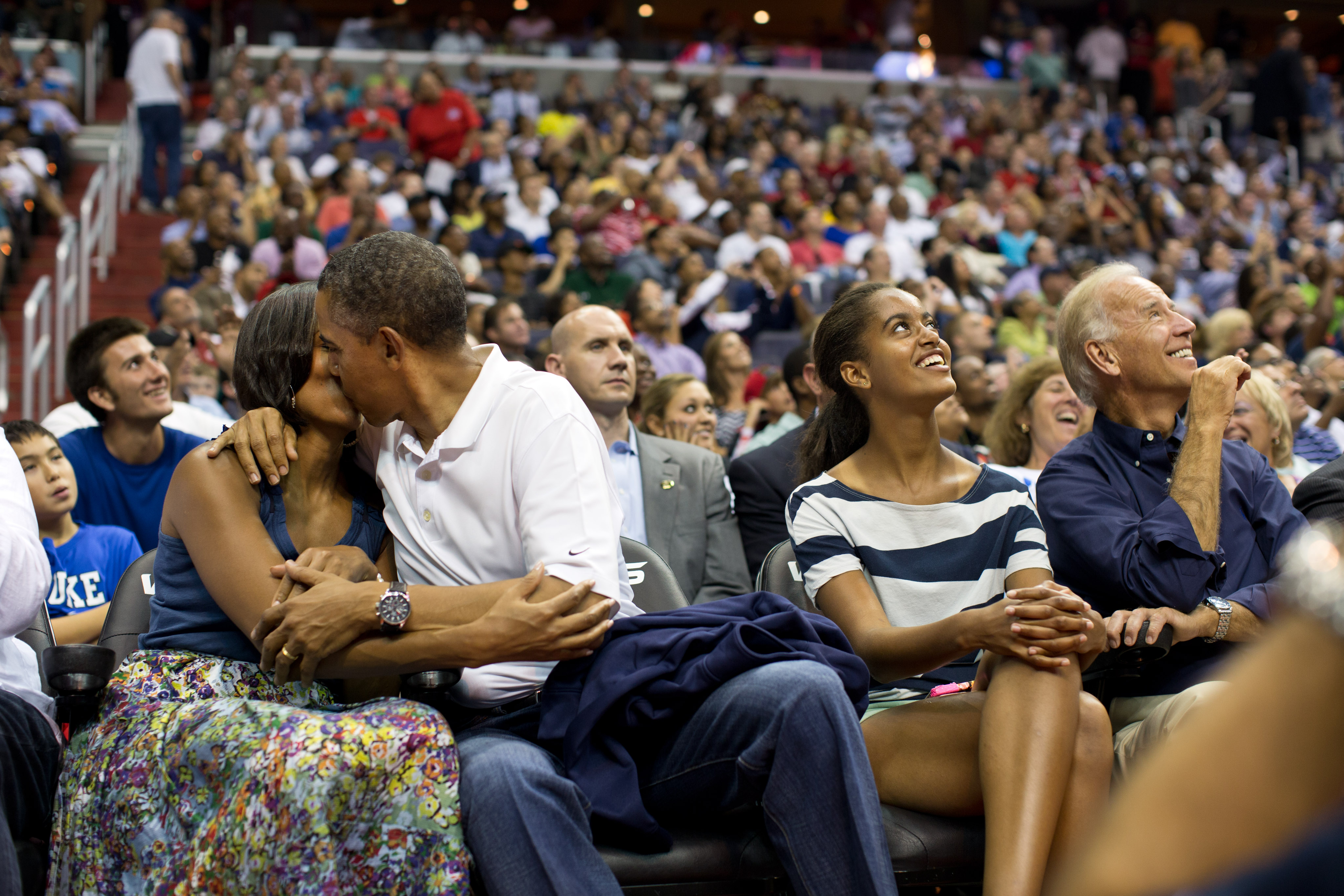
Бывший президент США Барак Обама и его жена Мишель целуются во время баскетбольного матча в Вашингтоне

Камера поцелуев — это социальная игра, обычно проводящаяся в перерывах (тайм-аутах) спортивных мероприятий в США и Канаде.
Камера поцелуев сканирует толпу болельщиков и выбирает подходящую пару, и показывает их изображения на гигантских табло, зачастую заключенные в сердечки. Тем самым, участникам кадра предлагается поцеловать друг друга. Как правило, такой поцелуй сопровождается одобрительными возгласами толпы, тогда как отказ от поцелуя обычно освистывается.
Впервые традиция появилась в начале 90-х во время бейсбольных матчей. Существует мнение, что Kiss Cam был организовал клубом Los Angeles Dodgers.
Традиционно в бейсболе 8 перерывов между иннингами, матчи длятся по 2-3 часа. Большое число болельщиков либо уходили с матча раньше времени из-за усталости, либо засыпали от скуки. Исполнительный директор Dodgers Барри Стокхамэр искал новинки для маркетингового прорыва, и придумал заказать большое цветное табло для трансляции игры.
Так как экраны были достаточно дорогой покупкой, на экранах показывали не только матчи, но и зрителей, которым нравилось, что их выхватывают из толпы.